# Primarias del Partido Republicano de 2012 en Texas
Las Primarias del Partido Republicano de 2012 en Texas se hicieron el 29 de mayo de 2012. Las Primarias del Partido Republicano fueron unas Primarias, con 155 delegados para elegir al candidato del partido Republicano para las elecciones presidenciales de Estados Unidos de 2012. En el estado de Texas estaban en disputa 155 delegados.

## Elecciones
Inicialmente las primarias estaban programadas para hacerse durante el Supermartes del 6 de marzo. Sin embargo debido a una litigación sobre la reestructuración de los distritos después del Censo de 2010, las primarias fueron programadas para el 3 de abril. Sin embargo aún no se sabía con exactitud si esa sería la fecha, otras fechas las ponían a principios de mayo de 2012, especialmente el 22 de mayo y el 29 de mayo que había propuesto el Juez de Distrito Xavier Rodriguez, mientras que otro juez había recomendado que se hicieran el 26 de junio.
Finalmente, el 1 de marzo de 2012, la Corte emitió una orden de que la fecha para las primarias se hicieran el 29 de mayo de 2012.

### Resultados
| Primarias del Partido Republicano de Texas de 2012 | Primarias del Partido Republicano de Texas de 2012 | Primarias del Partido Republicano de Texas de 2012 | Primarias del Partido Republicano de Texas de 2012 |
| Candidato                                          | Votos                                              | Porcentaje                                         | Delegados                                          |
| -------------------------------------------------- | -------------------------------------------------- | -------------------------------------------------- | -------------------------------------------------- |
| Mitt Romney                                        | 995,946                                            | 69%                                                | 105                                                |
| Ron Paul                                           | 172,466                                            | 12%                                                | 18                                                 |
| Rick Santorum                                      | 114,973                                            | 8%                                                 | 12                                                 |
| Newt Gingrich                                      | 67,888                                             | 5%                                                 | 7                                                  |
| Indecisos                                          | 61,291                                             | 4%                                                 | 6                                                  |
| Michele Bachmann                                   | 12,327                                             | 0.9%                                               | 1                                                  |
| Jon Huntsman                                       | 9,507                                              | 0.7%                                               | 1                                                  |
| Buddy Roemer                                       | 4,704                                              | 0.3%                                               | 0                                                  |
| L. John Davis, Jr.                                 | 4,684                                              | 0.3%                                               | 0                                                  |
| Delegados no comprometidos:                        | Delegados no comprometidos:                        | Delegados no comprometidos:                        | 4                                                  |
| Superdelegados:                                    | Superdelegados:                                    | Superdelegados:                                    | 3                                                  |
| Total:                                             | 1,443,786                                          | 100.0%                                             | 155                                                |

| Clave: | Retirado antes de la contienda |